# 法養寺 (江戸川区)
法養寺（ほうようじ）は、東京都江戸川区にある浄土宗の寺院。

## 歴史
1521年（大永元年）、貞誉法養大和尚によって開山された。
当寺では、江戸時代後期より寺子屋を開設しており、周辺村から多くの筆子（生徒）が集まっていた。そのため「こども寺」と呼ばれていた。境内には、寺子屋の師匠を務めていた住職の戒誉上人の遺徳を偲ぶ筆子塚が建てられている。
1906年（明治39年）の火災で、古文書を失っている。現在の本堂は、1972年（昭和47年）に新築されたものである。

## 文化財
- 戒誉上人筆子塚 - 江戸川区登録有形文化財・歴史資料、昭和63年2月25日告示[3]

## 交通アクセス
- 一之江駅より徒歩13分（経路案内）。